# Scorched 3D
Scorched 3D ist eine moderne 3D-Umsetzung des rundenbasierten Artillery-Spiels Scorched Earth für MS-DOS. Im Gegensatz zu seinem Vorbild ist Scorched 3D kostenlos erhältlich und wird unter der freien Lizenz GPL vertrieben. Weiterhin ist Scorched 3D sowohl für Windows wie auch Unix (Linux, FreeBSD, Mac OS X, Solaris usw.) erhältlich und bietet zahlreiche neue Funktionen wie 3D-Inselumgebungen oder Multiplayerspiele über Internet oder LAN.

## Geschichte
Scorched Earth, das Vorbild von Scorched 3D, wurde 1991 von Wendell Hicken für MS-DOS entworfen und entwickelte sich innerhalb kurzer Zeit zu einem beliebten Klassiker. 2001 entschied sich der Hauptentwickler von Scorched 3D, Gavin Camp, dem Konzept durch die Verwendung von 3D-Grafik neues Leben einzuhauchen. Laut eigenen Angaben in einem Interview erfreute sich Scorched Earth damals in Camps Bekanntenkreis großer Beliebtheit, was zu vielen durchspielten Nächten führte. Anlässlich eines 8 Stunden dauernden Fluges schließlich, den er damit verbrachte, mit einem Freund Scorched Earth zu spielen, dachte er sich, dass sich basierend auf der Spielidee noch zahllose weitere Spiele entwickeln lassen müssten, was gut zu seiner Liebe zu 3D-Grafik passte. Im April 2001 war das erste Build fertig. In seiner ursprünglichen Version 1.0 war Scorched 3D lediglich ein Landschaftsgenerator, jedoch entwickelte sich dieser schnell zu einem vollumfänglichen Spiel weiter. Seither wird Scorched 3D kontinuierlich weiterentwickelt und ist mittlerweile bei Version 43 angekommen. Neben der offiziellen Version existieren mehrere von der Community geschaffene Modifikationen des Spiels.

## Spielprinzip
Zu Beginn einer Runde wird die Figur des Spielers (in der Originalversion ein Panzer, in Scorched 3D jedoch auch beliebig gewählte andere Fahrzeuge, Flugobjekte oder sonstige Figuren mit den Eigenschaften eines Panzers), ebenso wie die Figuren der Konkurrenten, auf einer zufällig gewählten Position auf einer Insel platziert. Von nun an gilt es, durch richtiges Adjustieren der Schussrichtung, des Schusswinkels und der Schussweite, die Figuren der Gegner zu treffen und auszuschalten, bevor die eigene Figur zerstört wird. Dabei gilt es Faktoren wie Windrichtung, Windstärke und die eigene Lage zu berücksichtigen, sowie die passende Waffe vom harmlosen Erdklumpen bis hin zur nuklearen Streubombe (Death’s Head) zu wählen und strategisch geschickt einzusetzen. Sind alle Figuren bis auf eine ausgeschaltet oder die festgelegte Anzahl an Zügen aufgebraucht, ist die Runde zu Ende und der oder die verbleibenden Spieler wird/werden als Gewinner der Runde ausgerufen. Je nach Abschneiden bekommen die Spieler nach jeder Runde virtuelles Geld als Belohnung für Treffer, Kills, oder den Gewinn der Runde, das für neue Waffen oder Schutzvorrichtungen wie Schutzschilde ausgegeben werden kann. Angespartes Vermögen bringt von Runde zu Runde Zinsen, wodurch es sich lohnen kann, langfristig zu planen, um sich später bessere Waffen oder Schutzvorrichtungen kaufen zu können. Nach einer festgelegten Anzahl von Runden (im Onlinemodus üblicherweise zehn) wird die endgültige Rangliste erstellt. Kriterien hierbei sind die gewonnenen Runden, Kills, Treffer und das verbliebene Vermögen (in dieser Reihenfolge). Beim Onlinespiel auf den offiziellen Servern werden die erzielten Erfolge zudem auf einen Server übertragen, wodurch sich auf der offiziellen Seite Statistiken und Ranglisten aller teilnehmenden Spieler abrufen lassen. Darüber hinaus gibt es verschiedene andere Spielmodi wie zum Beispiel das Spielen in Teams, die sich ebenfalls mit realen Mitspielern und/oder Bots spielen lassen.

## Rezeption
2007 wurde Scorched 3D als SourceForge-Projekt des Monats Mai ausgezeichnet. Es handele sich um eine Reinkarnation eines bekannten Spielprinzips in neuem Gewand.